# Marc Soler
Marc Soler Gimènez (Vilanova i la Geltrú, 22 november 1993) is een Spaans wielrenner die sinds 2022 rijdt voor UAE Team Emirates. Van 2012 tot en met 2014 kwam hij uit voor Lizarte, de amateurtak van Movistar.

## Palmares

### Overwinningen
2015
Eindklassement Ronde van de Toekomst
2016
4e etappe Route du Sud
Jongerenklassement Route du Sud
2017
Jongerenklassement Ronde van Catalonië
1e etappe Hammer Sportzone Limburg
2018
Eind- en jongerenklassement Parijs-Nice
2020
Trofeo Pollença-Andratx
2e etappe Ronde van Spanje
2021
3e etappe Ronde van Romandië
2022
5e etappe Ronde van Spanje
 Prijs van de strijdlust Ronde van Spanje
2024
3e etappe (TTT) Parijs-Nice
16e etappe Ronde van Spanje
 Prijs van de strijdlust Ronde van Spanje
2025
4e etappe Ronde van Asturië
Eind-, punten- en bergklassement Ronde van Asturië

### Resultaten in voornaamste wedstrijden
| Jaar | Ronde van Italië | Ronde van Frankrijk | Ronde van Spanje |
| ---- | ---------------- | ------------------- | ---------------- |
| 2015 |                  |                     |                  |
| 2016 |                  |                     |                  |
| 2017 |                  |                     | 48e              |
| 2018 |                  | 62e                 |                  |
| 2019 |                  | 37e                 | 9e               |
| 2020 |                  | 21e                 | 18e (1)          |
| 2021 | opgave           | opgave              |                  |
| 2022 |                  | buiten tijd         | 27e (1)          |
| 2023 |                  | 56e                 | 14e              |
| 2024 |                  | 44e                 | 41e (1)          |
| 2025 |                  | 29e                 |                  |

| Jaar | Parijs-Roubaix | Amstel Gold Race | Luik-Bast.‑Luik | Ronde van Lombardije | Waalse Pijl | Strade Bianche |  | WK op de weg |  | Wereldranglijsten |
| ---- | -------------- | ---------------- | --------------- | -------------------- | ----------- | -------------- |  | ------------ |  | ----------------- |
| 2015 |                |                  |                 | opgave               |             | opgave         |  |              |  | 197e (UWT)        |
| 2016 |                |                  |                 |                      |             | opgave         |  |              |  |                   |
| 2017 |                | opgave           | opgave          | 79e                  | opgave      |                |  | 108e         |  | 84e (UWT)         |
| 2018 | opgave         |                  |                 | 80e                  |             |                |  |              |  | 53e (UWT)         |
| 2019 |                |                  |                 |                      |             |                |  | opgave       |  | 244e (UWR)        |
| 2020 |                |                  |                 |                      |             |                |  | opgave       |  |                   |
| 2021 |                |                  |                 |                      |             |                |  |              |  |                   |
| 2022 |                |                  | 44e             |                      | 63e         | 79e            |  | 82e          |  |                   |
| 2023 |                |                  |                 |                      |             |                |  |              |  |                   |
| 2024 |                |                  |                 |                      |             |                |  |              |  |                   |
| 2025 |                |                  |                 |                      |             |                |  |              |  |                   |

### Resultaten in kleinere rondes
| Jaar | Tour Down Under | Parijs-Nice | Ronde van Catalonië | Critérium du Dauphiné | Ronde van Zwitserland |
| ---- | --------------- | ----------- | ------------------- | --------------------- | --------------------- |
| 2015 |                 |             | opgave              |                       |                       |
| 2016 |                 |             | opgave              | 79e                   |                       |
| 2017 | 48e             | 24e         | ↑                   |                       | 8e                    |
| 2018 | 34e             | ↑           | 5e                  | 16e                   |                       |
| 2019 |                 | 50e         | opgave              |                       | 12e                   |
| 2020 |                 |             |                     | opgave                |                       |
| 2021 |                 |             |                     |                       |                       |
| 2022 |                 |             |                     |                       | opgave                |
| 2023 |                 |             | 4e                  |                       |                       |
| 2024 |                 | opgave      | 46e                 |                       |                       |

## Ploegen
- 2015 –  Movistar Team
- 2016 –  Movistar Team
- 2017 –  Movistar Team
- 2018 –  Movistar Team
- 2019 –  Movistar Team
- 2020 –  Movistar Team
- 2021 –  Movistar Team
- 2022 –  UAE Team Emirates
- 2023 –  UAE Team Emirates
- 2024 –  UAE Team Emirates
- 2025 –  UAE Team Emirates

Amador · Anacona · Antón · Capecchi · Castroviejo · Dowsett · Erviti · Fernández · Gadret · Jesús Herrada · José Herrada · Intxausti · G. Izagirre · J. Izagirre · Lastras · Lobato · Malori · Moreno · D. Quintana · N. Quintana · Rojas · Sanz · Soler · Sutherland · Sütterlin · Valverde · Ventoso · Visconti
Amador · Anacona · Arcas · Betancur · Castroviejo   · Dowsett · Erviti · Fernández · Jesús Herrada · José Herrada · G. Izagirre · J. Izagirre · Lobato · Malori · D. Moreno · J. Moreno · Oliveira · Pedrero · D. Quintana · N. Quintana · Rojas · Soler · Sutherland · Sütterlin · Valverde · Ventoso · Visconti  · Carapaz (stagiair)
Amador · Anacona · Arcas · Barbero · Bennati · Betancur · Bico · Carapaz · Carretero · Castroviejo   · de la Parte · Dowsett · Erviti · Fernández · Jesús Herrada · José Herrada · Izagirre · Malori · Moreno · Oliveira · Pedrero · D. Quintana · N. Quintana · Rojas · Soler · Sutherland · Sütterlin · Valverde
Amador · Anacona · Arcas · Barbero · Bennati · Betancur · Bico · Carapaz · Carretero · Castrillo · de la Parte · Erviti · Fernández · Landa · Oliveira · Pedrero · D. Quintana · N. Quintana · Rojas · Rosón · Sepúlveda · Soler · Sütterlin · Valls · Valverde 
Amador · Anacona · Arcas · Barbero · Bennati · Betancur · Carapaz · Carretero · Castrillo · Erviti · Fernández · Landa · Mas · Oliveira · Pedrero · Prades · Quintana · Roelandts · Rojas · Rosón · Sepúlveda · Soler · Sütterlin · Valls · 
Valverde  · Verona
Alba · Arcas · Betancur (tot 31/08) · Carretero · Cataldo · Cullaigh · Elosegui · Erviti · Hollmann · Jacobs · Jorgenson · E. Mas · L. Mas · Mora · Norsgaard · Oliveira · Pedrero · Prades · Roelandts · Rojas · Rubio · Samitier · Sepúlveda · Soler · Torres · Valverde · Verona · Villella
Alba · Arcas · Carretero · Cataldo · Cullaigh · Elosegui · Erviti · García · González ·  Hollmann · Jacobs · Jorgenson · López (tot 1/10) · E. Mas · L. Mas · Mora · Mühlberger · Norsgaard · Oliveira · Pedrero · Rojas · Rubio · Samitier · Serrano · Soler · Torres · Valverde · Verona · Villella
Ackermann · Almeida · Ardila · Ayuso · Bennett · Bjerg · Brunel (tot 2/6) · Costa · Covi · Fisher-Black · Formolo · Gaviria · Gibbons · Groß · Hirschi · Hodeg · Laengen · Majka · McNulty · Mirza · Molano · I. Oliveira · R. Oliveira · Pogačar · Polanc · Richeze · Soler · Suter · Trentin · Troia · Ulissi · Andersen (stagiair) · Kluckers (stagiair) · Knight (stagiair)
Ackermann · Almeida · Ayuso · Bax · Bennett · Bjerg · Christen (vanaf 1/8) · Covi · Fisher-Black · Formolo · Gibbons · Groß · Großschartner · Hirschi · Hodeg · Laengen · Majka · McNulty · Molano · Novak · I. Oliveira · R. Oliveira · Pogačar · Polanc (tot 15/5) ·  Soler · Trentin · Ulissi · Vine · Vink · Wellens · Yates · Glivar (stagiair)
Almeida · Arrieta · Ayuso · Baroncini · Bax · Bjerg · Christen · Covi · del Toro · Fisher-Black · Großschartner · Hirschi · Hodeg · Laengen · Majka · McNulty · Molano · Morgado · Novak · I. Oliveira · R. Oliveira · Pogačar · Politt · Sivakov · Soler · Ulissi · Vine · Vink · Wellens · Yates